# Криничний провулок
Крини́чний провулок — зниклий провулок, що існував у Залізничному районі міста Києва, місцевість Совки. Пролягав від Криничної вулиці.

## Історія
Виник в 1-й половині ХХ століття (не пізніше кінця 1940-х років) під назвою 151-а Нова вулиця. Назву Криничний провулок набув 1955 року. 
Приєднаний до Криничної вулиці у 1980-ті роки.